# Garenkokerskwartier
Het Garenkokerskwartier is een buurt in de Haarlemse wijk Zijlwegkwartier.
De buurt is gelegen ten noorden van de Zijlweg, en begrensd door de spoorlijn Haarlem–Leiden en de Kinderhuissingel. De wijk grenst aan het centrum van de stad.
Voorheen was hier de katoenfabriek van Prévinaire gevestigd. Deze fabriek werd gestart in de negentiende eeuw, en uiteindelijk gesloopt in 1920. De wijk bestaat nu voornamelijk uit bebouwing uit begin van de twintigste eeuw.
De oudkatholieke H.H. Anna en Mariakathedraal is gevestigd in de buurt. Deze kathedraal is in 1938 gebouwd.